# Ozjory
Ozjory (rusky Озёры) jsou město v Moskevské oblasti v Ruské federaci. Při sčítání lidu v roce 2010 měly přes pětadvacet tisíc obyvatel.

## Poloha a doprava
Ozjory leží na levém, severním břehu Oky, pravého přítoku Volhy. Od Moskvy správního střediska oblasti i hlavního města federace, jsou vzdáleny přibližně 160 kilometrů jihovýchodně.
Do města vede místní slepá železniční trať z Kolomny, která je v ní napojena na trať Moskva–Rjazaň–Kazaň.

## Dějiny
První dochovaná zmínka o obci je z roku 1578, kdy se nazývala Ozerki (doslova znamená „jezírka“).  Jméno Ozjory obec používá od roku 1851, kdy už byla významným střediskem textilního průmyslu.
V roce 1925 se Ozjory staly městem.

### Rodáci
- Sergej Sergejevič Širokov (* 1986), hokejista
- Maxim Alexandrovič Beljajev (* 1991), fotbalista